# 弗吉尼娅·卡珀斯
弗吉尼娅·卡珀斯（英語：Virginia Capers，1925年9月22日—2004年5月6日），女，美国演员。曾获得托尼奖最佳音乐剧女主角。